# Bruhathkayosaurus
 Bruhathkayosaurus  ist der Name einer Dinosaurier-Gattung, die 1987 von zwei indischen Paläontologen aus der Kallamedu-Formation (Maastrichtium) von Südindien mit der Typusart Bruhathkayosaurus matleyi beschrieben wurde. Das offenbar nie aus dem Gelände geborgene Typusmaterial ging im Jahr 2011 infolge eines Regenhochwassers verloren. Bereits vorher bestanden ernste Zweifel, ob diese Funde tatsächlich zu einem fossilen Tier gehörten, oder ob es sich stattdessen um versteinertes Holz handelte. Die zweite, 2004 erschienene Auflage des umfassenden Dinosaurier-Kompendiums The Dinosauria führt Bruhathkayosaurus matleyi als Nomen dubium.
Das Typusmaterial von Bruhathkayosaurus bestand laut der Erstbeschreibung aus einem Unterarmknochen (Radius), zwei Beckenknochen (Darmbein und Sitzbein), einem Teil des Oberschenkelknochens, einem Schienbein, und Schwanzwirbeln. Ursprünglich wurden diese Stücke als Überreste eines großen Theropoden gedeutet. Ein dritter indischer Paläontologe, der das Material nachfolgend in Augenschein genommen hatte, identifizierte es jedoch als einen Vertreter der Titanosauridae.
Ob diese Fossilien versteinerte Knochen oder versteinertes Holz waren, hätte aufgrund ihres schlechten Erhaltungszustandes nur durch histologische Untersuchungen ermittelt werden können. Da dies aufgrund des Verlustes des Materials nun nicht mehr möglich ist, bleibt diese Frage für immer ungeklärt.
Sollten es tatsächlich Reste eines Titanosauriden gewesen sein, hätte dieser zu den größten Landlebewesen  der Erdgeschichte gehört. Anhand der Abmessungen der vermeintlichen Knochen wurde seine Länge auf 40 Meter geschätzt, bei einer Höhe von etwa 8–10 Metern und einem Gewicht von 139 Tonnen.